# Norops duellmani
Norops duellmani este o specie de șopârle din genul Norops, familia Polychrotidae, descrisă de Walter Hood Fitch și Henderson 1973. Conform Catalogue of Life specia Norops duellmani nu are subspecii cunoscute.